# Bytovia Bytów
Bytovia Bytów ist ein polnischer Fußballverein aus Bytów (deutsch Bütow) in der Woiwodschaft Pommern. Er spielte fünf Jahre lang in der zweitklassigen 1. Liga.

## Geschichte
Bytovia Bytow wurde 1946 in der Stadt Bytów gegründet. Das Team wurde bis 2021 von Drutex, dem größten Hersteller von Fenstern in Polen, gesponsert. Das Unternehmen war auch für die Finanzierung und den Bau des MOSiR Stadion im Jahr 2012 verantwortlich, das Stadion, in dem das Team seine Heimspiele austrägt.
Die größten Erfolge des Teams sind das Erreichen des Viertelfinals im polnischen Fußballpokal 2016/17 und 2017/18 und der erstmalige Aufstieg in die 1. Liga in der Saison 2013/14, in der man sich bis zur Saison 2018/19 halten konnte. Nach mehreren Abstiegen spielt der Verein seit 2023 in der sechstklassigen Klasa okręgowa.